# مادر و پسر
مادر و پسر (به روسی: Мать и сын) فیلمی روسی به کارگردانی الکساندر سوکوروف محصول سال ۱۹۹۷ است که رابطه‌ای بین پسری جوان و مادر پیر نزدیک به مرگش را به تصویر می‌کشد. مادر و پسر اولین فیلم بلند شناخته شدهٔ سوکوروف در سطح جهانی و نیز اولین اثر در سه‌گانهٔ سوکوروف با موضوع روابط میان انسان‌ها بود. به دنبال این فیلم در سال ۲۰۰۳ سوکوروف فیلم پدر و پسر را ساخت. دو برادر و یک خواهر آخرین بخش این سه‌گانه در مراحل اولیهٔ فیلمبرداری است. این فیلم به بیستمین جشنواره بین‌المللی فیلم مسکو راه یافت و در آنجا برنده جایزه ویژهٔ سنت جرج نقره‌ای شد.

## درونمایه
مادر و پسر داستانی عاشقانه است، نه عشقی رمانتیک به سان «رمئو و ژولیت» یا «تریستان و ایزولده» بلکه با عطف به پیوندهای عمیق معنوی و احساسی که بین مادری و پسرش وجود دارد.
درونمایه مرگ و نیز بین مادر و پسر یادآور مصیبت مسیح است که در اینجا نقش‌ها جابه‌جا شده‌است — مادری به جای پسر در شرف مرگ — که از آن با عنوان باکره سوگوار معکوس یاد شده‌است.

## فیلمبرداری
فیلمبرداری فیلم شامل تصاویری است که با فیلم گرفتن از میان قطعه شیشه‌های رنگ‌شده، آینه‌ها و لنزهای مخصوص از شکل طبیعی خارج شده‌اند. همراه با زمزمه باد، امواج توفنده و بانگ مرغان دریایی که فضایی اندوهناک ایجاد می‌کنند. چشم‌اندازهای رؤیایی این اثر را با کارهای کاسپار داوید فریدریش مقایسه کرده‌اند.
فیلمبرداری نگارگرانه این کار را با کارهای پیتر گرینوی، درک جارمن و دستکاری و تغییر شکل تصاویر را با کارهای استن برکج مقایسه کرده‌اند.